# نخست‌وزیر مغولستان
نخست‌وزیر مغولستان (به مغولی: Монгол Улсын Ерөнхий сайд) ریاست دولت و کابینۀ مغولستان را بر عهده دارد. نخست‌وزیر توسط پارلمان مغولستان منصوب می‌شود و پارلمان می‌تواند با رأی عدم اعتماد وی را برکنار کند.
نخست‌وزیر فعلی لاوسنمسرین اویون-اردین است که از ۲۷ ژانویه ۲۰۲۱ آغار به خدمت کرده‌است. همچنین او جایگزین اوخناگین خورلسوخ شد که به ریاست‌جمهوری برگزیده شد.
نخست‌وزیر دارای اختیارات کامل برای استخدام و اخراج وزرای کابینه خود است و فرمانداران ۲۱ استان مغولستان و همچنین فرماندار اولان‌باتور پایتخت مغولستان توسط او منصوب می‌گردند.